# Ledeburská zahrada
Ledeburská zahrada v Praze je pražská historická zahrada, součást Ledebourského paláce, který se nachází na Malé Straně v městské části Praha 1. 

## Popis

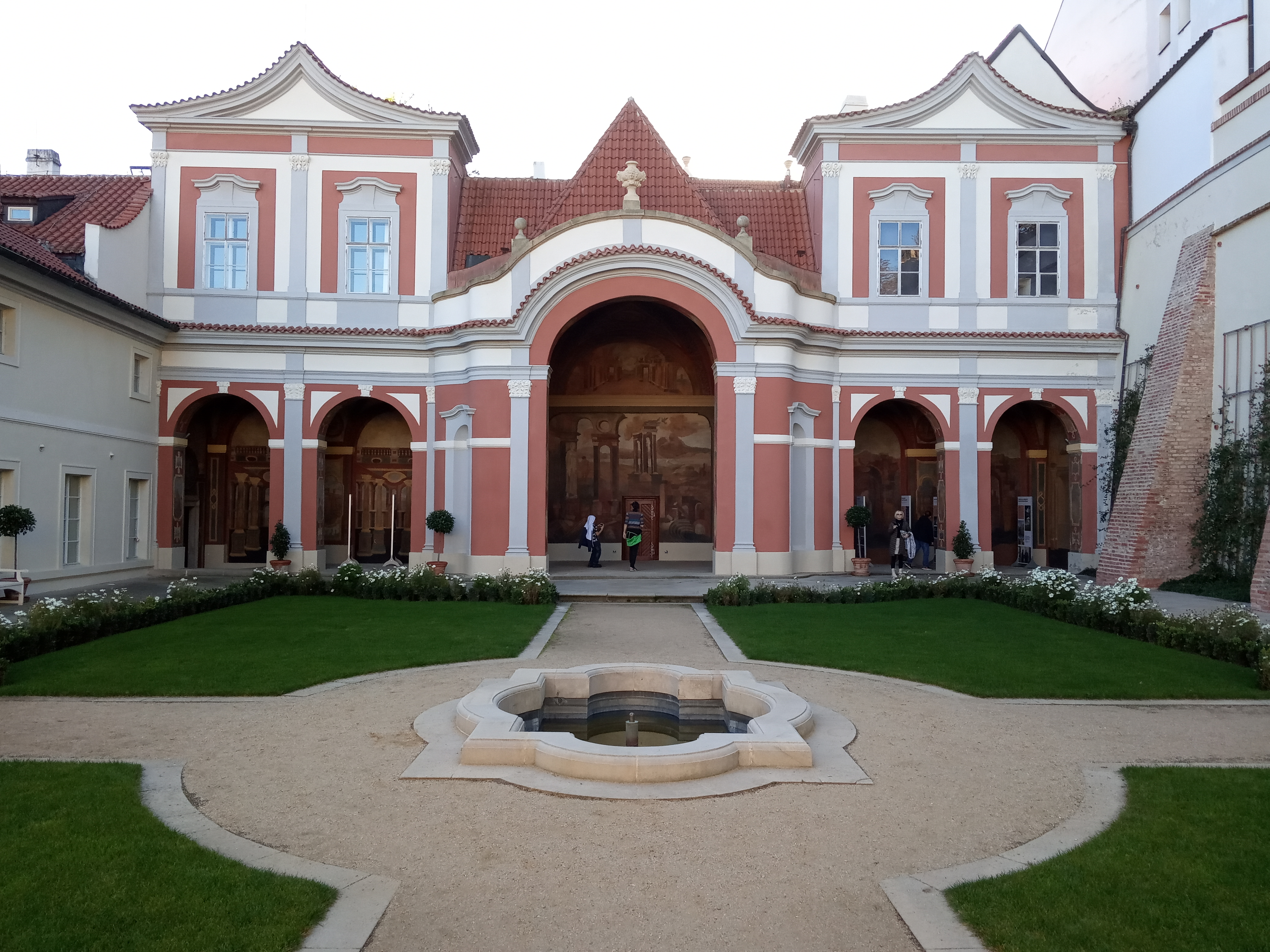
Sala terrena Ledeburské zahrady

Na nejspodnější terase zahrady se nachází dekorativní sala terrena. Naproti ní je umístěna bohatě členěná stěna s rozbíhajícím se schodištěm, jehož levé křídlo vede na horní zahradní terasy. V nice uprostřed stojí socha Herkula zápasícího s Kerberem, uprostřed terasy se nalézá fontána. Voda do ní byla původně přivedena až z kašny na Pražském hradě. Symetricky řazené terasy spojuje schodiště. Na vrcholu hlavní osy zahrady stojí otevřený pětiboký pavilón, který tvoří výraznou dominantu.

## Historie
Palác a přilehlá zahrada je pojmenována po hraběti Adolfovi z Ledebouru, jenž přilehlý palác získal v roce 1852. Ledebourský palác vznikl již v roce 1601, zahradu založil v roce 1665 Jan Václav z Kolowrat.
Zahrada postupně chátrala. S rekonstrukcí zahrady se začalo až v roce 1990. Společně s Malou Pálffyovskou zahradou byla otevřena pro veřejnost v roce 1995. Staticky i klimaticky exponovaná poloha na strmém svahu hřebene Pražského hradu spolu s nevhodně volenými či málo kvalitními stavebními materiály a zanedbáváním údržby jedním ze správců návštěvnického provozu vedly k poměrně rychlé degradaci omítek i částí zdiva. Dne 10. května 2016 tak Národní památkový ústav oznámil zahájení příprav nové komplexní rekonstrukce s tím, že zahrady budou po celou dobu veřejně přístupné.
Od roku 1993 je správcem zahrad Národní památkový ústav. Zahrady jsou veřejnosti přístupné.

## Reference

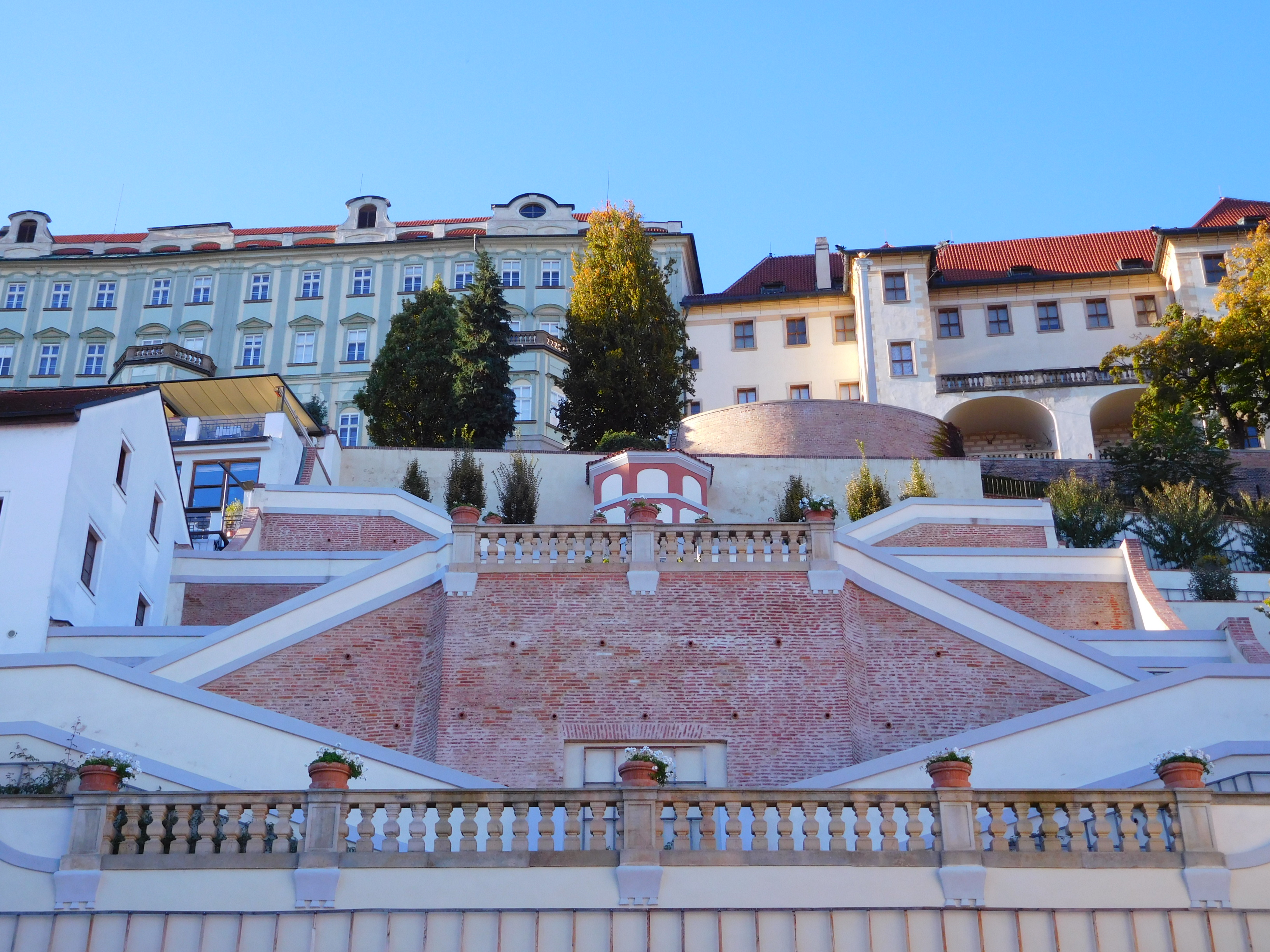
Terasové schodiště Ledeburské zahrady, podhled zdola směrem k Opyši s Pražským hradem